# Ernst Haberbier
Ernst Haberbier (Koningsbergen, 5 oktober 1813 – Bergen, 12 maart 1869) was een Duits componist, pianist en muziekpedagoog.

## Leven
Jean Henri Ernest Haberbier groeide op in het gezin waarin de vader organist was. Zijn moeder was van Franse afkomst. Hij gaf zijn eerste publieke concert toen hij achttien jaar oud was; hij speelde het pianoconcert in a-mineur van Johann Nepomuk Hummel. Toen hij negentien jaar oud was verhuisde hij naar Sint Petersburg. Aldaar kon hij aan de slag als concertpianist en muziekdocent. Hij werd benoemd tot hofpianist in 1832, hij moest tevens de kinderen van de tsaar muziek bijbrengen. Rond 1850 verhuisde hij naar Christiania om zich verder in de techniek te ontwikkelen. Hij trad daarbij in geheel Noord-Europa op. Uiteindelijke belandde hij in Bergen en werd daar wederom muziekdocent. Hij stierf tijdens een optreden. Het ongeluk haalde zelfs het Utrechtsch provinciaal en stedelijk dagblad van 30 maart 1869.

## Muziek
Zijn werklijst vermeldt weliswaar opusnummers als 53 en 59, doch daarvan uitgaand is het meeste werk van hem verloren gegaan. Het zijn wel juist die opera die nog weleens (deels) uitgevoerd worden, de titel: Études-Poésies. (32 korte werkjes voor piano solo). In 2015 is alleen een Prelude in e-mineur op compact disc verkrijgbaar.
De Amerikaanse componist William Mason was danig onder de indruk van de techniek van Haberbier, dat het hem inspireerde tot zijn Silver spring. Hij wordt tevens genoemd in de dagboeken van Giacomo Meyerbeer in verband met optredens in Parijs.
Een speciaal concert qua deelnemers is het concert in Bergen op 20 april 1866. Hij speelde toen tijdens een concert van Nina Hagerup, die een jaar later zou trouwen met haar neef Edward Grieg. De viool werd destijds bespeeld door August Fries.

### Werken
- opus 1: La fontaine, etude imitative (voor piano) (gespeeld door de componist tijdens een concert op 4 september 1850 in de Vrijmetselaarsloge in Oslo)
- opus 2: Trois pensées fugitives (voor piano)
- opus 18: La cascade, etude caractéristique
- opus 47: ”Nicolaus-marsch (voor piano, uitgeverij Warmuth Musikforlag, gespeeld tijdens een concert op 27 november 1863 in Bergen)
- opus 50: Scherzo capriccioso voor piano (opgedragen aan Franz Liszt, gespeeld tijdens een concert op 27 november 1863 in Bergen)
- opus 53: Études-Poésies (Boek 1, 1-24) (ook wel poetiske etüder)
- opus 54: Norwegian peasant dance (Saltarella)
- opus 59: Ëtudes-Poésies (Boek 2, 25-32) (ook wel poetiske etüder)
- Modern finger gymnastics for the pianoforte met voorwoord van de componist
- Chant sans paroles voor viool en piano en een versie voor cello en piano
- Concertphrase over to melodier af operaen Hugenotterne
- Melodramatisk fantasi over motiver af operaen Faust og Margarethe af Gounod
- Fest-polonaise i c-dur
- Paraphrase over Sang til Bergen: Jeg tog min nystemte cytar i haende
- Duet for violin og piano over Propheten af Meyerbeer
- Duet for violin og piano over Fovorita af Donizetti
- Arabesken over danske og norske folkemelodier (gespeeld tijdens een concert op 27 november 1863 in Bergen)
- Serenade van Franz Schubert bewerkt voor dameskoor
- Ach! Wie wär’s möglich dann (bewerking)
- Grand fantasie af operaen Afrikanerinden (piano vierhandig)

- Bibsys: 1094753
- Bibliothèque nationale de France: cb148001998 (data)
- Gemeinsame Normdatei: 134734815
- International Standard Name Identifier: 0000 0001 0798 7563
- Library of Congress Control Number: no95052353
- MusicBrainz: 6b1c2734-b329-434a-abc2-74c909fb093c
- Nationale Bibliotheek van Tsjechië: xx0108430
- Nationale Bibliotheek van Israël: 987007287885105171
- Nederlandse Thesaurus van Auteursnamen: 140837698
- Istituto Centrale per il Catalogo Unico: CUBV081848
- Système universitaire de documentation: 228387973
- Virtual International Authority File: 31583210
- WorldCat: E39PBJkXw8VCfV3hJ3F9hTHHmd